# Gyrojet
Con il termine Gyrojet si indica un tipo di arma da fuoco costruita negli anni '60.
Il nome deriva dal metodo di stabilizzazione dei proiettili. Queste armi si distinguono per una caratteristica unica; esse sparano dei piccoli razzi dotati di un serbatoio pieno di propellente solido anziché pallottole normali. Queste armi sono silenziose, praticamente non hanno rinculo e possono essere costruite in modo tale da essere molto più leggere delle normali armi da fuoco che devono resistere alla grande pressione generata dalla polvere da sparo.
Il principale difetto di quest'arma è la bassa velocità della pallottola appena uscita dalla canna, la velocità aumenta molto raggiungendo i 380 m/s dopo circa 9 m.

## Storia
Durante i primi anni '60 la MB Associates, fondata da Robert Maynard e Arthur Bill costruì una nuova arma chiamata Gyrojet, un lanciarazzi portatile. Essa era pubblicizzata come silenziosa e pratica per il tiro subacqueo, ma in effetti la gyrojet si dimostrò inaffidabile e poco accurata; inoltre tali armi non sono utilizzabili nelle distanze corte perché acquistano piena potenza solo dopo circa 10 m.
Qualche pistola gyrojet venne utilizzata dagli ufficiali americani in Vietnam ma con scarsi risultati, e verso la fine degli anni '60 il progetto gyrojet venne abbandonato.

## Descrizione
Il progetto gyrojet fu uno dei rari tentativi di costruire un'arma con caratteristiche completamente nuove. L'obiettivo era costruire un'arma silenziosa priva di rinculo e molto efficiente anche sott'acqua. Quest'arma si allontana molto dalle armi da fuoco convenzionali,  infatti anziché sparare pallottole inerti quest'arma lancia piccoli razzi di metallo più grandi delle pallottole sparate dalle normali armi da fuoco portatili. Ogni proiettile contiene il suo motore a razzo e i mezzi di stabilizzazione, che possono essere di due tipi: il primo consiste in alcune alette retrattili, il secondo in quattro fori inclinati dai quali esce parte del propellente che imprime alla pallottola un moto rotatorio. Entrambe le tecniche sfruttano l'effetto giroscopico per stabilizzare il razzo. Il combustibile presente nel serbatoio brucia per circa 1/10 di secondo, raggiungendo la velocità massima di circa 380 m/s dopo circa 20 metri dalla canna. La velocità di uscita è di circa 30 m/s e a causa di ciò l'arma è praticamente inutilizzabile per distanze inferiori ai 5–10 m.
Un altro problema di quest'arma è la sua scarsa affidabilità, anche in condizioni ideali infatti circa un proiettile ogni 100 si rivela difettoso; in condizioni normali questa percentuale cresce sensibilmente. 
Oltre a questo bisogna menzionare la sua scarsa precisione causata dall'insufficiente stabilizzazione del proiettile nei primi metri di traiettoria.
Gli unici pregi di questo tipo di arma sono la mancanza di rinculo e l'assenza del rumore prodotto dallo sparo; il pioiettile produce infatti solo un leggero sibilo.
I lanciarazzi Gyrojet vennero costruiti in alluminio con una canna forata. Nell'impugnatura possono essere contenuti fino a sei razzi. Il caricatore non estraibile viene caricato dall'alto aprendo un apposito coperchio. Dopo aver caricato l'ultimo proiettile è già "in canna" posto davanti al percussore fisso situato sul fondo della canna. Premendo il grilletto il cane ruota verso la parte posteriore colpisce la punta del proiettile schiacciandolo contro il percussore. A questo punto il combustibile si accende e accelera il proiettile lungo la canna. Il passaggio del razzo riarma il cane e libera lo spazio per la carica successiva passa dal caricatore alla posizione di tiro. Naturalmente prima di sparare il primo colpo è necessario armare il cane spostando in avanti l'apposita leva posta davanti al grilletto.

## Varianti

### Gyrojet MkI
Mentre poche Gyrojet vennero testate in combattimento dall'esercito americano, la maggior parte venne venduta sul mercato civile a partire dalla seconda metà degli anni '60. Erano il modello Mark I Gyrojets, sparano un razzo calibro a.51.

### Gyrojet MkII
Nel 1968, con lo statunitense Gun Control Act of 1968 venne introdotto un nuovo termine legale, la destructive device. Sotto questa legge ogni arma che spari proiettili riempiti di esplosivo dal calibro superiore al mezzo pollice venne considerato un "apparecchio distruttivo", venne introdotta una tassa per ottenere la licenza di possesso di tali armi. Negli anni successivi questo tipo di distinzione cambiò ma nel frattempo la MBA costruì la Gyrojet Mark II che utilizza razzi calibro.49.

### Gyrojet Fucile d'assalto
La variante fucile d'assalto con l'impugnatura e il calcio simili a quelli dell'M16. Questa variante è completamente automatica con un caricatore estraibile. Per aumentarne la capacità è stato costruito anche il modello calibro 6 mm.

### Gyrojet Carabina
Funzionamento uguale a quello della pistola con in aggiunta il calcio e una canna più lunga.

### Gyrojet Derringer
Image Archiviato il 6 marzo 2012 in Internet Archive.
Una pistola del tipo Derringer con la canna superiore adatta a sparare un razzo Gyrojet.

### Gyrojet Segnalatore
Image
Il principio di funzionamento venne anche preso in considerazione per la costruzione di razzi segnalatori d'emergenza e un'idea simile venne considerata anche per un lanciagranate. La versione da sopravvivenza venne utilizzata per diversi anni nei kit di sopravvivenza e per segnalazioni i razzi erano disponibili nei colori bianco, verde blu e rosso. Conosciuto come il segnalatore gyrojet era costituito di una cartucciera da sei colpi. I razzi raggiungono un'altezza effettiva di 500 metri.

### Gyrojet Lancejet
Una variante subacquea, venne presa in considerazione per l'utilizzo militare ma subito scartata per la sua bassa accuratezza.

### Gyrojet LMG
Proposta per una variante come mitragliatrice leggera.